# Johanniterstiftung
Die unselbständige Stiftung „Johanniterorden“ wurde im Dezember 2002 als gemeinnützige Stiftung gegründet. Trägerin der Stiftung ist die Balley Brandenburg des Ritterlichen Ordens St. Johannis vom Spital zu Jerusalem (Johanniterorden). Sie übernimmt auch die Verwaltung. 2017 wurde die unselbständige Stiftung „Johanniterorden“ in die rechtsfähige Johanniter-Stiftung umgewandelt.

## Stiftungszweck
Die Stiftung verfolgt folgende Zwecke, die alle auch als Teilaufgaben des Johanniterordens angesehen werden:
„Die unmittelbare Förderung des Gesundheits- und Wohlfahrtswesens, insbesondere der Krankenversorgung, einschließlich Pflege, der Hilfeleistung bei Unfällen und anderen Notständen, der Fürsorge für Jugend, Alter und Siechtum sowie der Betreuung geistig, seelisch und/oder sozial Schwacher und Bedürftiger.“
Die Johanniter-Stiftung ist die zentrale Gemeinschaftsstiftung für alle Gliederungen, Einrichtungen und Werke des Johanniterordens. Dazu gehören die Johanniter-Unfall-Hilfe e.V. als größtes Ordenswerk, die Johanniter-Schwesternschaft e.V. und die Johanniter-Hilfsgemeinschaften sowie die Johanniter GmbH mit den stationären Einrichtungen, den Krankenhäusern und Altenpflegeeinrichtungen. Die Stiftung verfolgt ausschließlich und unmittelbar mildtätige und gemeinnützige Zwecke im Sinne von § 51ff AO und ist selbstlos tätig.

## Zustiftung
Eine Zustiftung kann ohne Nennung eines Zwecks erfolgen, dann werden ihre Erträge dort eingesetzt, wo der Bedarf am dringlichsten ist. Sie kann auch einem der Themenfonds der Johanniter-Stiftung gewidmet werden, deren Erträge einem ganz bestimmten Zweck zugeführt werden. Diese Themenfonds umfassen:
- Themenfonds 1: Hospiz- und Palliativarbeit, Betreuung und Seelsorge Im Sinne der Hospizbewegung setzen sich die Johanniter für einen offenen Umgang mit dem Abschiednehmen ein und begleiten Sterbende und ihre Angehörigen auf diesem schweren Weg.

- Themenfonds 2: Kinder und Jugendliche Die Stiftung unterstützt Projekte für Kinder und Jugendliche, die in schwierigen Verhältnissen, in Armut oder ohne Eltern aufwachsen, sowie junge Menschen mit körperlichen oder geistigen Behinderungen sowie deren Familien.

- Themenfonds 3: Altenpflege

Die Johanniter-Stiftung fördert Projekte, die alten und pflegebedürftigen Menschen ein selbstbestimmtes Leben in Würde ermöglichen.
- Themenfonds 4: Gesundheit, Medizin und Kliniken  Mit den Erträgen dieses Fonds werden Projekte gefördert, die dem medizinischen Fortschritt dienen (z. B. Digitalisierung und Robotik).